# ダグラス・マクレガー
ダグラス・マレイ・マクレガー（Douglas Murray McGregor、1906年4月16日 - 1964年10月1日）は、アメリカ合衆国の心理学者、経営学者。マサチューセッツ工科大学教授。アンティアーク大学学長（在職：1948年 - 1954年）。著書『企業の人間的側面』が知られる。

## 来歴
1906年、アメリカ合衆国のデトロイト生まれ。
ラングーン工科大学を卒業後、1932年にウェイン州立大学も卒業。翌1933年にハーバード大学の心理学の修士課程を修了。
1935年、ハーバード大学から心理学で博士の学位を得た。

## 業績
著書『企業の人間的側面』において、統合と自己統制による経営手法を提唱した。中でも著書に登場するXY理論は、行動科学、人間行動理論の代表的な理論となる。
権限行使と命令統制による経営手法をX理論として批判し、統合と自己統制による経営が将来の良い経営手法となると主張した。アブラハム・マズローが先に唱えた欲求段階説を基にして説明されている。XY理論に境界はなく人間はX-Yを繋いだ線上にある前提で、X理論は低次元の欲求を多く持つ人間の行動モデルに分類され、Y理論は高次元の欲求を多く持つ人間の行動モデルに分類される。マクレガーは、低次元の欲求が満たされている人に対してはX理論による経営手法の効果は期待できない、低次元の欲求が満たされている1960年代ではY理論に基づいた経営方法が望ましい、と主張した。

## 著書と翻訳版
- The Human Side of Enterprise (1960)
  - 『企業の人間的側面：統合と自己統制による経営』高橋達男訳、産業能率短期大学、1966年